# Marguerite Marsh
Marguerite Marsh (Lawrence, 18 aprile 1888 – New York, 8 dicembre 1925) è stata un'attrice statunitense.

## Biografia

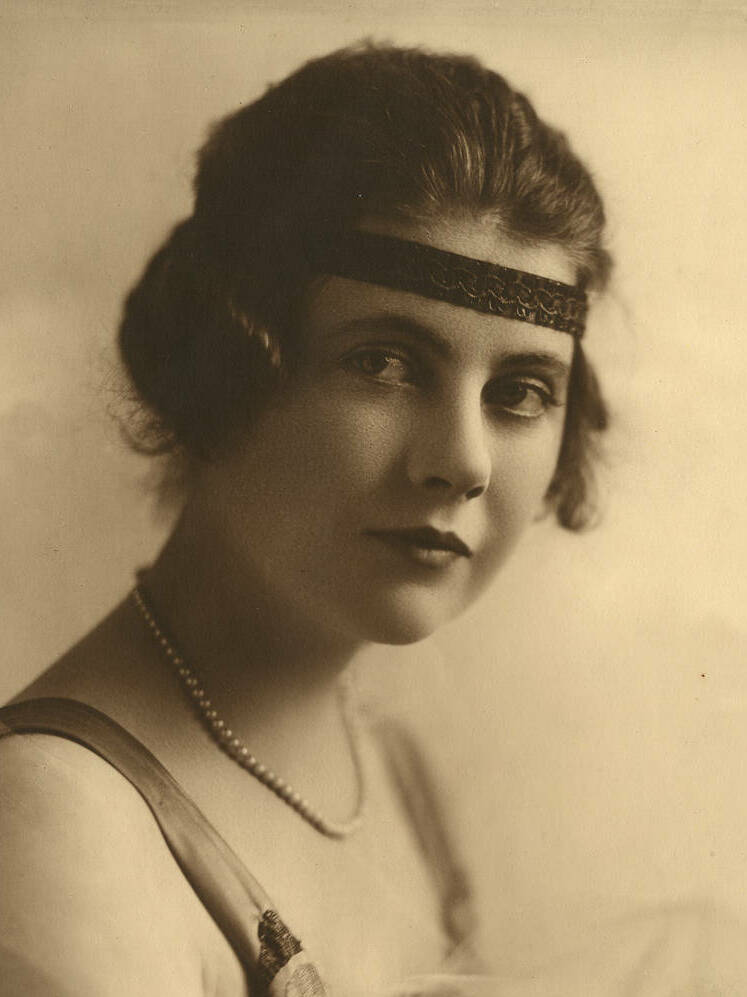
1924

Soprannominata familiarmente Lovey, era la sorella maggiore della più famosa Mae Marsh - una delle attrici preferite di David Wark Griffith - e di Oliver T. Marsh, uno dei più apprezzati direttori della fotografia di Hollywood, candidato nel 1941 all'Oscar.
Marguerite era sposata con Donald Loveridge. Nella sua carriera, prese parte a più di un'ottantina di film, in alcuni dei quali apparve con il nome Marguerite Loveridge, Margarita Loveridge o, anche, Margaret Marsh.
Lavorò spesso in film interpretati dalla sorella. Alla fine degli anni dieci, fu protagonista di alcuni serial tra cui The Master Mystery dove appariva al fianco del grande mago Harry Houdini.

## Filmografia
- The Primal Call, regia di D.W. Griffith (1911)
- Slick's Romance, regia di Francis Boggs - cortometraggio (1911)
- The Blind Princess and the Poet, regia di D.W. Griffith (1911)
- The Mender of Nets , regia di D.W. Griffith (1912)
- Under Burning Skies, regia di D.W. Griffith (1912)
- A Voice from the Deep, regia di Mack Sennett (1912)
- Their First Kidnapping Case, regia di Mack Sennett (1912)
- Just Like a Woman , regia di D.W. Griffith (1912)
- The Cattle King's Daughter, regia di Gilbert M. 'Broncho Billy' Anderson (1912)
- The Leading Man, regia di Mack Sennett (1912)
- Broncho Billy and the Bandits, regia di Gilbert M. 'Broncho Billy' Anderson (1912)
- The Old Actor, regia di D.W. Griffith (1912)
- A Western Legacy, regia di Gilbert M. 'Broncho Billy' Anderson (1912)
- A Beast at Bay, regia di D.W. Griffith (1912)
- Western Hearts, regia di Gilbert M. 'Broncho Billy' Anderson (1912)
- His Own Fault, regia di Mack Sennett (1912)
- The New York Hat, regia di D.W. Griffith (1912)
- The Cure That Failed, regia di Mack Sennett (1913)
- Margarita and the Mission Funds, regia di Lem B. Parker - cortometraggio (1913)
- The Woodman's Daughter, regia di Fred Huntley - cortometraggio (1913)
- Seeds of Silver, regia di Fred Huntley - cortometraggio (1913)
- Buck Richard's Bride, regia di Fred Huntley - cortometraggio (1913)
- Too Many Maids, regia di David Miles (1913)
- Dora (1913)
- A Devilish Doctor (1913)
- The Doctor's Ruse (1913)
- One Round O'Brien's Flirtation (1913)
- A Trade Secret (1913)
- The Baseball Umpire (1913)
- Fred's Trained Nurse (1913)
- His Nobs the Plumber (1913)
- Blue Blood and Red, regia di Edward LeSaint - cortometraggio (1914)
- Dad's Terrible Match (1914)
- The Battle of Chili and Beans (1914)
- Apollo Fred Sees the Point (1914)
- Some Bull's Daughter (1914)
- Up and Down (1914)
- Apollo Fred Becomes a Homeseeker (1914)
- The Cheese of Police (1914)
- And So They Lived Happily Ever After (1914)
- Threads of Destiny, regia di Joseph W. Smiley (1914)
- The Chasm, regia di James Durkin (1914)
- The Man with the Hoe (1914)
- Pawns of Fate, regia di James Durkin (1914)
- The Adventures of a Good Fellow, regia di James Durkin (1914)
- The Center of the Web, regia di Jack Harvey (1914)
- Without Hope, regia di Fred Mace (1914)
- Runaway June, regia di Oscar Eagle (1915)
- The World Upstairs (1915)
- The Studio of Life, regia di Lawrence B. McGill (1915)
- The Muffled Bell (1915)
- And So They Lived Happily Ever After
- The Housemaid - cortometraggio (1915)
- The Old High Chair, regia di Jack Conway (1915)
- The Americano (1915)
- The Little Boy Who Once Was He (1915)
- The Way of a Mother , regia di Jack Conway (1915)
- The Turning Point - cortometraggio (1915)
- The Doll-House Mystery, regia di Chester M. Franklin e Sidney A. Franklin (1915)
- Queen of the Band, regia di Ray Myers (1915)
- The Feud, regia di F.I. Butler (1915)
- A Romance of the Alps (1915)
- The Price of Power (1916)
- Little Meena's Romance, regia di Paul Powell (1916)
- Susan Rocks the Boat, regia di Paul Powell (1916)
- Mr. Goode, Samaritan, regia di Edward Dillon (1916)
- Casey at the Bat, regia di Lloyd Ingraham (1916)

- Intolerance, regia di D.W. Griffith (1916)
- The Devil's Needle, regia di Chester Withey (1916)
- L'americano (The Americano), regia di John Emerson (1916)
- Fields of Honor, regia di Ralph W. Ince (1918)
- Our Little Wife, regia di Edward Dillon (1918)
- Conquered Hearts, regia di Francis J. Grandon (1918)
- The Master Mystery, regia di Harry Grossman e Burton L. King (1919)
- The Carter Case, regia di William F. Haddock e Donald MacKenzie (1919)
- A Royal Democrat (1919)
- The Eternal Magdalene, regia di Arthur Hopkins (1919)
- The Mother and the Law, regia di David W. Griffith (1919)
- The Phantom Honeymoon, regia di J. Searle Dawley (1919)
- Wits vs. Wits, regia di Harry Grossman (1920)
- Women Men Love, regia di Samuel R. Bradley (1921)
- The Idol of the North, regia di Roy William Neill (1921)
- Oh Mary Be Careful, regia di Arthur Ashley (1921)
- Boomerang Bill, regia di Tom Terriss (1922)
- Iron to Gold, regia di Bernard J. Durning (1922)
- Face to Face, regia di Harry Grossman (1922)
- The Lion's Mouse, regia di Oscar Apfel (1923)